# Балто

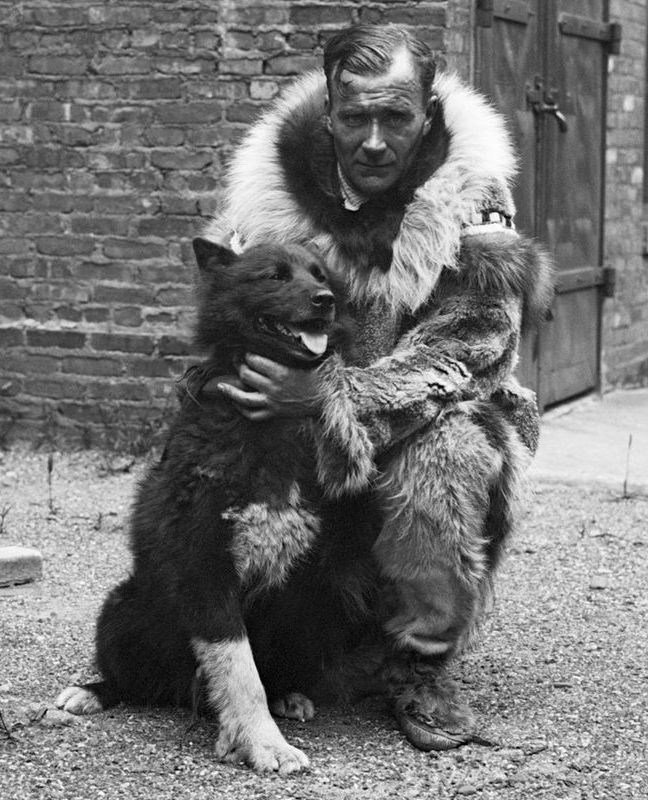
Гуннар Каасен та Балто (1925)

Ба́лто (Бо́лто, англ. Balto) — їздовий собака з упряжки, яка доставила медикаменти до Нома під час епідемії дифтерії 1925-го року на Алясці, США. Його породу за життя визначали як сибірський хаскі, стверджували також, що наполовину він був вовком, однак аналіз геному, проведений 2023 року, дозволив спростувати останнє твердження і уточнити перше.

## Життя
Балто народився 1923 року в Номі. Перші два роки він возив їжу для міста. Його вважали сильною, але повільною собакою.
Став відомим 1925 року, коли упряжка Гуннара Каасена, в якій Балто був вожаком, доставила до Нома першу партію протидифтерійної сироватки. Хоча сироватку доставляли естафетою, у якій брали участь двадцять погоничів та близько 150 собак, найбільша слава дісталася саме Балто, який вів упряжку на фінальному етапі; усі ж інші надовго залишилися в тіні.

### Слава

Балто на відкритті пам'ятника в Нью-Йорку

Через деякий час після повернення до Нома, Гуннар Каасен організував тур по країні. Балто і його упряжка хасок збирали натовпи людей, створюючи ажіотаж і привертаючи увагу. Преса зробила Балто героєм всієї нації. Газети в усьому світі рясніли статтями, і наприкінці року в Центральному парку Нью-Йорка встановили статую Балто, вирізьблену Фредеріком Ротом, з вигравіруваними словами: «Витривалість, відданість, розум».
Через деякий час повідомлення забулися, і ажіотаж спав. По сліду Балто пішов Джордж Кемпбелл. Він з'ясував, що разом зі зростанням популярності Балто виріс й інтерес комерційних організацій до нього. Врешті-решт Балто з упряжкою викупив Сем Хьюстон і організував вистави в одному з міських театрів. Вхід туди був тільки для джентльменів. Джордж прийшов у театр і побачив жахливу картину: Балто й інших собак посадили на сталеві ланцюги. При спробі вирватися собак сильно били.
Обурений Кемпбелл прийшов до Х'юстона і зажадав викупити собак. Той погодився продати їх за 2 тис. доларів і дав Джорджу термін два тижні. Гроші збирали по всій країні. Собак викупили і привезли до Клівленда.

### Вшанування пам'яті
У Клівлендському музеї Балто і інші хаскі знову стали популярними, на них приходили дивитися діти, проводили екскурсії, з них малювали картини.
Після смерті Балто його опудало виставили в музеї Клівленда, потім його пересунули в підвал музею.
У школах Аляски вивчають історію Балто[джерело?], він залишається символом доблесті, честі, гідності та незламної волі до перемоги. Із 1973 року на Алясці проводять щорічні перегони їздових собак на далеку дистанцію (близько тисячі миль) — Iditarod Trail Sled Dog Race.
Протягом декількох десятиліть відвідувачі Центрального парку Нью-Йорка можуть захоплюватися видом бронзової статуї хаскі, єдиної такої у своєму роді[ненейтрально]. Ця статуя Балто стала символом гордості всього американського народу в середині 1920-х.

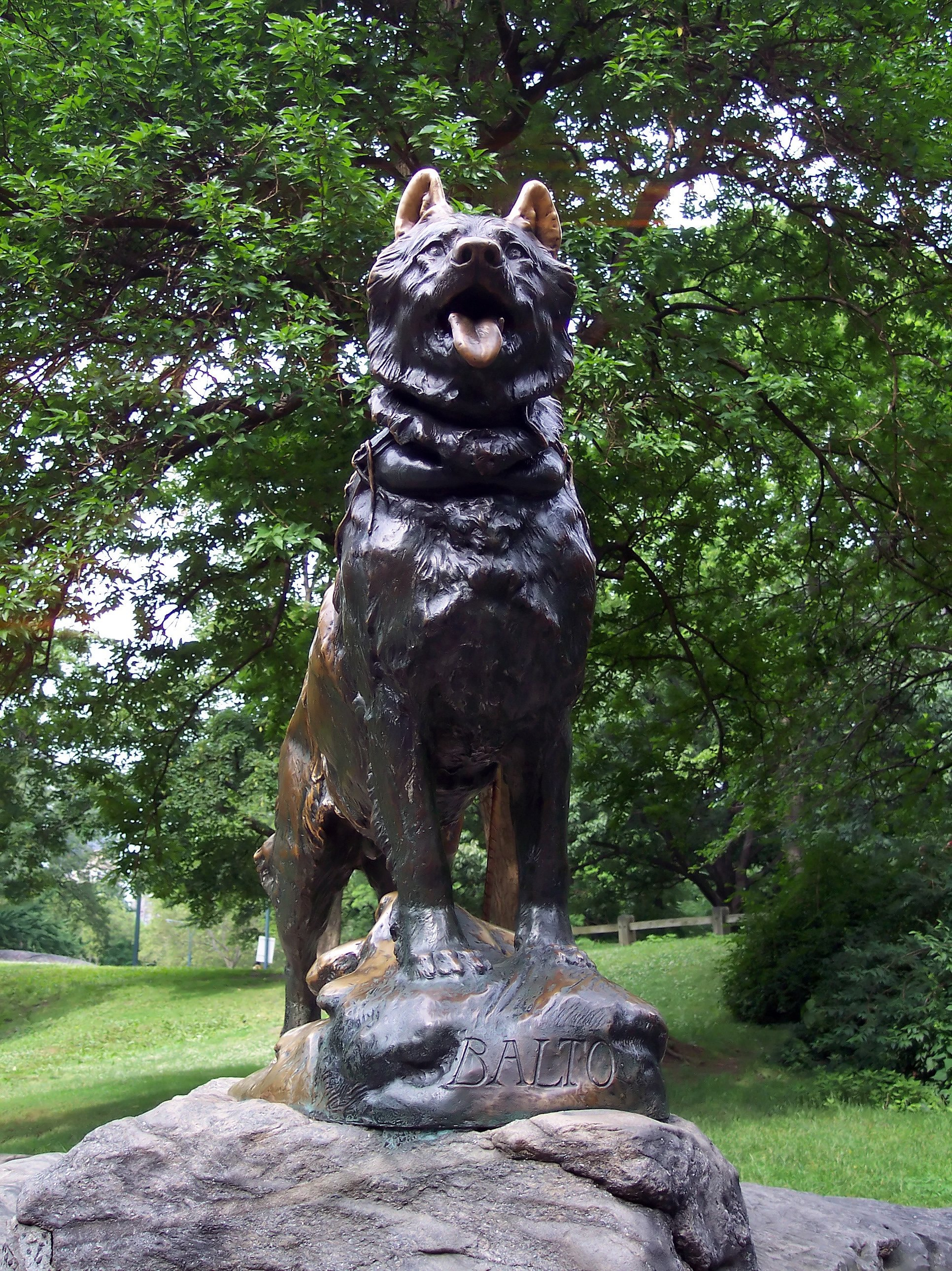
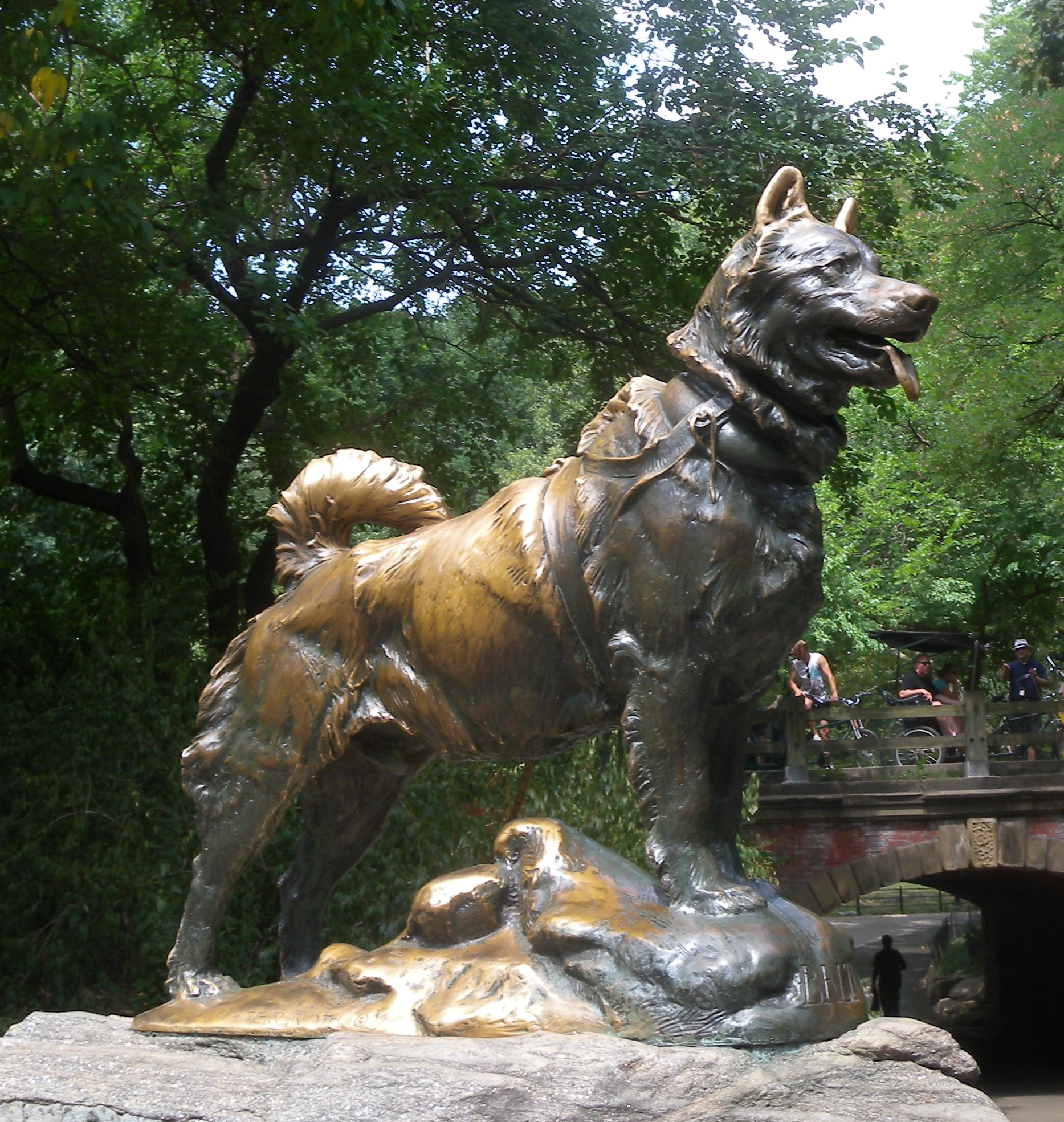
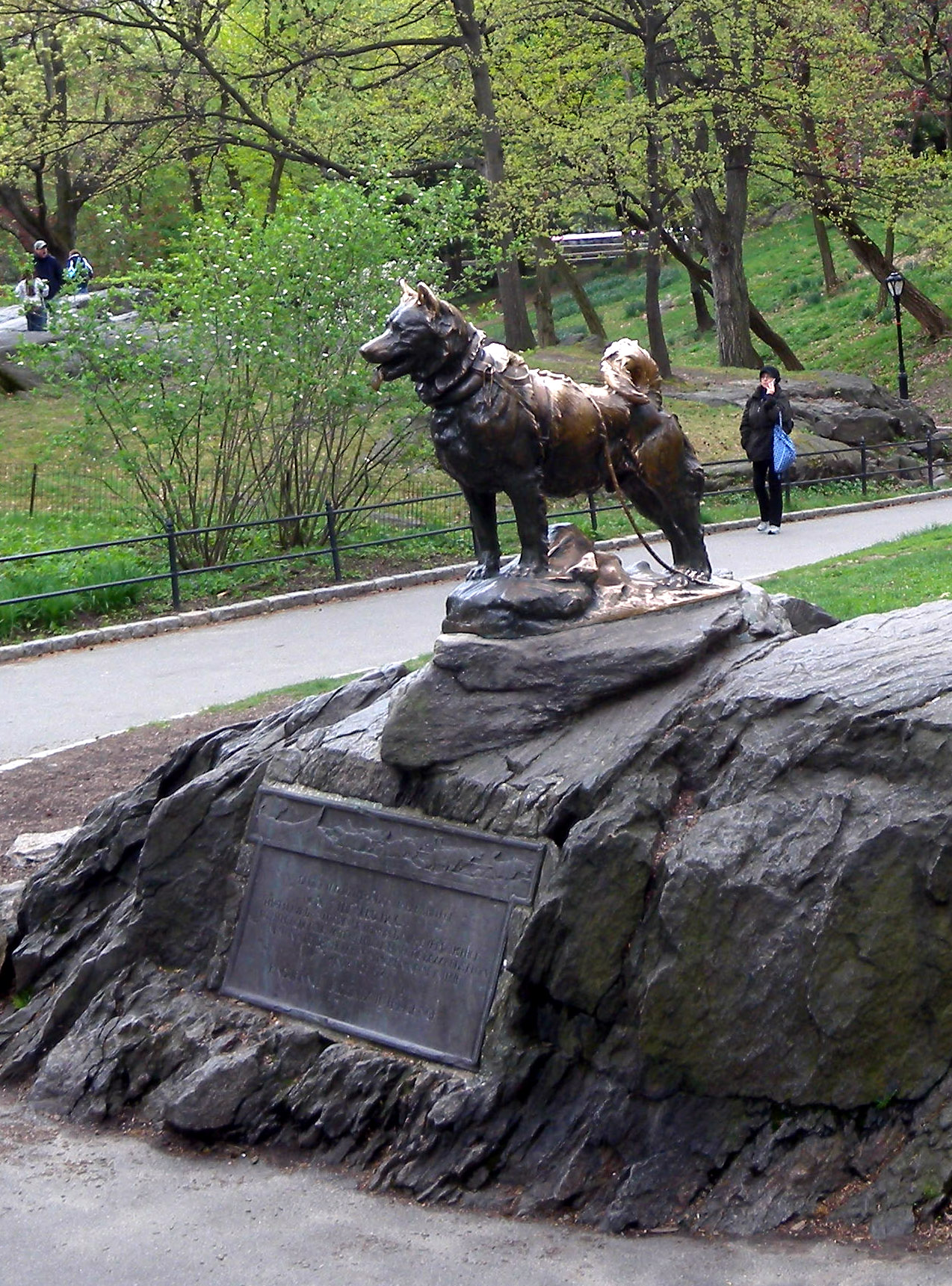
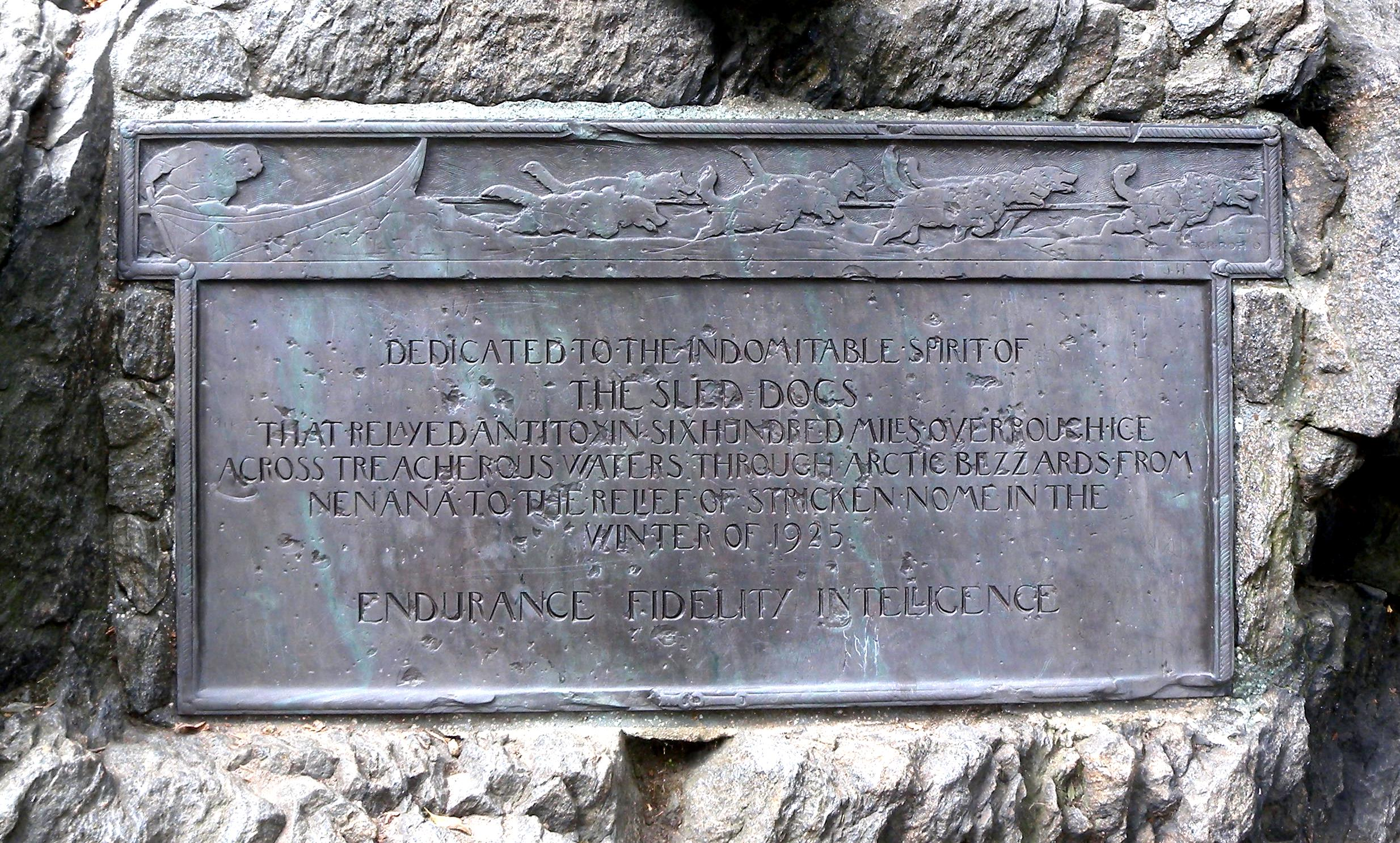

## Дослідження геному
Міжнародна група генетиків і біологів-еволюціоністів добули зразки ДНК із опудала пса, що зберігався в Клівлендському природничому музеї, і проаналізували їх, встановивши, що вовків серед недавніх предків Балто не було, а сибірським хаскі він був лише на третину. Його геном показав, що тогочасна популяція їздових собак Аляски характеризувалась надзвичайним різноманіттям, відповідно дуже низьким відсотком близькоспорідненого схрещування, були виявлені варіанти генів, пов'язаних з розвитком кісток і покривів, що могли давати псові функціональні переваги в суворому аляскінському кліматі.